# Groupement IV/1 de Gendarmerie mobile
Le groupement IV/1 Gendarmerie mobile faisait partie de la Force de Gendarmerie mobile et d'intervention (FGMI) puis, après sa dissolution en 2010, a été rattaché à la région de Gendarmerie d'Île-de-France. Il a été dissous en 2012.
Son commandement était implanté à Beynes. Il disposait de 3 escadrons qui exerçaient des missions de soutien et de garde au profit des formations de la Gendarmerie en île-de-France ou d'organismes centraux:
Il était le fruit de la fusion en 2007, des GGM IV/1 d'Issy-les-Moulineaux et V/1 de Beynes.
- EGM 41/1 à Beynes[2]
- EGM 42/1 à Malakoff[3]
- EGM 43/1 à Issy-les-Moulineaux[4]

Ces trois escadrons (qui n'étaient pas des escadrons de marche et n'effectuaient donc pas de missions de maintien de l'ordre) ont également été dissous en 2012. La plupart de leurs missions ont été reprises par un escadron de soutien et d'appui (ESA) créé à la même période et basé à Maisons-Alfort (Val-de-Marne).
- Basée à Issy-les-Moulineaux jusqu'à l'été 2007, la Musique de la gendarmerie mobile s'est depuis installée à Maisons-Alfort.